# Protonengekoppelter Folattransporter
Der protonengekoppelte Folattransporter (PCFT) (auch Häm-Carrier) ist ein Protein, das in der Zellwand von Zellen der Chordatiere zu finden ist. Es erleichtert den Zufluss von Folsäure und Häm ins Zellinnere (Zytosol). Es handelt sich daher um ein Transportprotein. Beim Menschen ist PCFT hauptsächlich in Nieren, Leber, Plazenta, Dünndarm, Milz und Netzhaut lokalisiert. Mutationen im SLC46A1-Gen können zu Transportermangel und dieser zur (seltenen) erblichen Folsäure-Malabsorption führen.
Häm in Nahrungsmitteln ist eine wichtige Quelle für Eisen. Bei Eisenüberschuss im Körper wird PCFT in Darmzellen von der apikalen Seite der Membran ins Zytosol verfrachtet; der umgekehrte Prozess findet bei Eisenmangel statt. In der Zelle wird das Eisen vom Porphyrin befreit und ins Blutplasma transportiert.
Folatüberschuss führte in Zellkulturen zu einem signifikanten Rückgang der Expression aller folattransportierenden Proteine (PCFT, RFC, Folatrezeptor) in Darmzellen.
Das Antifolat Permetrexed wird von PCFT transportiert. Ähnlich wie bei Ferroportin wird die Produktion von PCFT in Makrophagen bei Entzündungsgeschehen herunterreguliert. Dexamethason aktiviert die Expression.
Der katalysierte Membrantransport von PCFT:
Substrat (außen) + H+ (außen)  {\displaystyle \rightleftharpoons }  Substrat (innen) + H+ (innen)
Es handelt sich also um einen Symport. Die Affinität gegenüber Folat als Substrat ist größer als zu Häm. Der Arbeitsbereich für den Folsäuretransport liegt bei pH 4,0 bis 5,5.